# Saiss
Saiss (arabiska: سايس) är ett arrondissement i staden Fès i Marocko. Antalet invånare var 207 345 vid folkräkningen 2014.